# Pterocarpus gilletii
Pterocarpus gilletii là một loài thực vật có hoa trong họ Đậu. Loài này được De Wild. miêu tả khoa học đầu tiên.